# Kalender von Magnesia am Mäander
Der Kalender von Magnesia am Mäander ist ein griechischer Kalender aus der ionischen Kalendergruppe, der in der kleinasiatischen Stadt Magnesia am Mäander in Gebrauch war.
Die Monatsnamen sind durch verschiedene Inschriften vollständig überliefert, unbekannt sind jedoch der Beginn des magnesischen Jahres und die genaue Abfolge der Monate. Ernst Bischoff versuchte erstmals, den magnesischen Kalender wiederherzustellen, wobei einige Platzierungen nicht begründet werden können. Unstrittig sind die Monate Anthesterion und Posideon, die als gesamtionisch gelten, da sie in einer Vielzahl verschiedener ionischer Kalender bekannt sind und mit den Monaten des attischen Kalenders, dem Referenzkalender für ionische Monatsfolgen, geglichen werden können. Das Gleiche gilt für den vielfach bezeugten Lenaion. Der Artemision ist ebenfalls vielfach bezeugt, war jedoch an verschiedenen Stellen als Frühlingsmonat in Gebrauch, sodass er sich nicht eindeutig zuordnen lässt. Der Monat Hagneion wird in einer milesischen Inschrift mit dem Pyanopsion des Kalenders von Milet gleichgesetzt, in einer anderen Inschrift folgen der Heraion und der Kronion direkt aufeinander, wobei der Kronion als Monat der Aussaat erscheint. Für Attika kann, wegen der reichlich vorhandenen Quellen als einzige Region des antiken Griechenlands, als Aussaatmonat der Pyanopsion angegeben werden. An dessen Stelle im Kalender von Magnesia steht jedoch der Hagneion, weshalb angenommen wird, dass der Kronion direkt vor dem Hagneion liegen muss. Die Stellung der anderen Monate im Jahr ist unklar. Der Leukathion, der auch im Kalender von Chios erscheint, ist möglicherweise mit dem Hekatombaion zu gleichen.
Als Referenzkalender zur Verortung der Monate im Jahr dient als am besten bekannter ionischer Kalender der attische Kalender. Dem attischen Hekatombaion entspricht im julianischen Kalender ungefähr der Monat Juli. Eingetragen sind nur die Monate, die sicher oder möglicherweise geglichen werden können. Für die Monate Smision (Σμισιών), Genesion (Γενεσιών), Kureon (Κουρεών) und Palleion (Παλλειών) liegen keine Anhaltspunkte für ihre Stellung im Jahr vor.
| Kalender von Magnesia am Mäander | Attischer Kalender |
| -------------------------------- | ------------------ |
| Leukathion? (Λευκαθιών)          | Hekatombaion       |
| Heraion (Ἡραιών)                 | Metageitnion       |
| Kronion (Κρονιών)                | Boëdromion         |
| Hagneion (Ἁγνηιών)               | Pyanopsion         |
| ?                                | Maimakterion       |
| Posideon (Ποσιδεών)              | Poseideon          |
| Lenaion (Ληναιών)                | Gamelion           |
| Anthesterion (Ἀνθεστηριών)       | Anthesterion       |
| Artemision? (Ἀρτεμισιών)         | Elaphebolion       |
| Artemision?                      | Munichion          |
| ?                                | Thargelion         |
| ?                                | Skirophorion       |